# Antelope (Dakota del Sur)
Antelope es un lugar designado por el censo ubicado en el condado de Todd en el estado estadounidense de Dakota del Sur. En el Censo de 2010 tenía una población de 826 habitantes y una densidad poblacional de 139,21 personas por km².

## Geografía
Antelope se encuentra ubicado en las coordenadas 43°18′35″N 100°37′48″O / 43.30972, -100.63000. Según la Oficina del Censo de los Estados Unidos, Antelope tiene una superficie total de 5.93 km², de la cual 5.92 km² corresponden a tierra firme y (0.22%) 0.01 km² es agua.

## Demografía
Según el censo de 2010, había 826 personas residiendo en Antelope. La densidad de población era de 139,21 hab./km². De los 826 habitantes, Antelope estaba compuesto por el 1.57% blancos, el 0% eran afroamericanos, el 97.94% eran amerindios, el 0.48% eran asiáticos, el 0% eran isleños del Pacífico, el 0% eran de otras razas y el 0% pertenecían a dos o más razas. Del total de la población el 0.73% eran hispanos o latinos de cualquier raza.